# Ivo Vajgl
Ivo Vaigl, né le 3 mars 1943 à Maribor, est un homme politique slovène, membre du Parti démocrate des retraités slovènes (DeSUS). Il est ministre des Affaires étrangères du 6 juillet 2004 au 3 décembre 2004.

## Biographie
En tant que ministre des Affaires étrangères, il fait partie, le 29 octobre 2004, des signataires de la Constitution pour l'Europe.
Lors des élections européennes de 2009, il est élu au Parlement européen en tant que membre de Réel - Les sociaux-libéraux (Zares). Il est réélu en 2014, cette fois en tant que membre du Parti démocrate des retraités slovènes.